# Castello di Villachiara

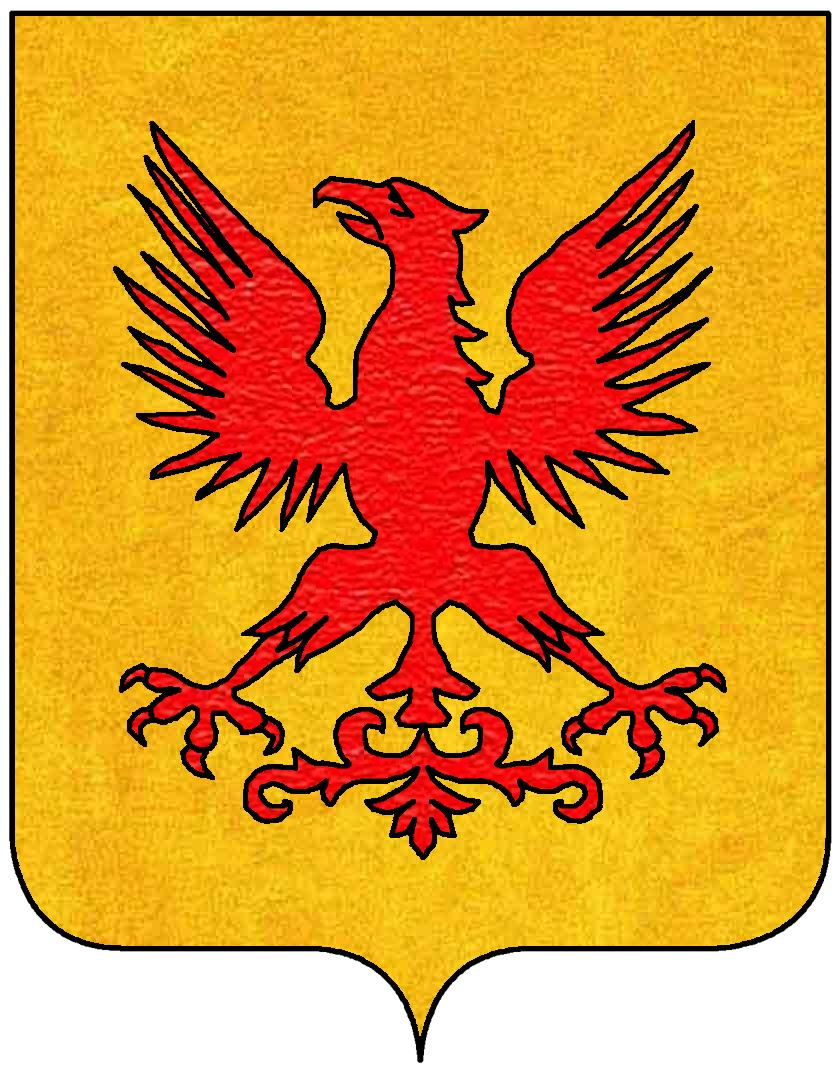
Stemma dei Martinengo

Il castello Martinengo o castello di Villachiara è un castello risalente al XIV secolo di Villachiara, antico borgo in provincia di Brescia.
La struttura, circondata da fossato, si erge isolata nel centro del piccolo paese.

## Storia
La costruzione del castello avvenne per opera di Bartolomeo Martinengo, famiglia di provenienza bergamasca, fedeli alla Repubblica di Venezia. Fu la residenza di Marcantonio Martinengo (1545-1602 ca.), militare al servizio di Venezia, che si distinse nella battaglia di Lepanto. Fu abitato dalla famiglia fino alla seconda metà del XVIII secolo.